# ليزا لارسون
ليزا لارسون (بالسويدية: Lisa Larsson)‏ هي موسيقية ومغنية أوبرا سويدية، ولدت في 14 فبراير 1967 في Växjö Parish ‏ في السويد.

## وصلات خارجية
- ليزا لارسون على موقع ميوزك برينز (الإنجليزية)
- ليزا لارسون على موقع أول ميوزيك (الإنجليزية)
- ليزا لارسون على موقع ديسكوغز (الإنجليزية)